# Alsophila (plante)
Pour les articles homonymes, voir Alsophila.
Genre
Le genre Alsophila regroupe des espèces de fougères arborescentes de la famille des Cyatheaceae.
C'est un genre probablement synonyme au genre Cyathea.

## Espèces
- Alsophila tricolor
- Alsophila smithii
- Alsophila cunninghamii
- Alsophila colensoi